# Marin Alsop
 (août 2025).
Si vous disposez d'ouvrages ou d'articles de référence ou si vous connaissez des sites web de qualité traitant du thème abordé ici, merci de compléter l'article en donnant les références utiles à sa vérifiabilité et en les liant à la section « Notes et références ».
Pour les articles homonymes, voir Alsop.
 (mai 2013).
Marin Alsop, née le 16 octobre 1956 à Manhattan, est une cheffe d'orchestre américaine.
Née à Manhattan à New York, elle étudie à l'université Yale puis à la Juilliard School. Elle étudie auprès de Leonard Bernstein, Seiji Ozawa et Gustav Meier. Elle succède à Philippe Entremont à la direction musicale de l'Orchestre symphonique du Colorado de 1993 à 2005. De 2002 à 2008, elle dirige l'orchestre symphonique de Bournemouth, et de 2007 à 2021 l'Orchestre symphonique de Baltimore, succédant à Iouri Temirkanov. À partir de septembre 2019, pour une période reconductible de trois ans, elle est à la tête de l'orchestre symphonique de la radio de Vienne, première directrice musicale depuis sa création en 1945.
Elle est désignée artiste de l'année 2003 par le magazine musical Gramophone et reçoit le prix de chef d'orchestre de la Royal Philharmonic Society au cours de la même saison. Le 20 septembre 2005, elle devient le premier chef d'orchestre à recevoir le Prix MacArthur.
Son répertoire s'étend de Brahms à Tōru Takemitsu, Philip Glass et John Adams, en passant par Tchaïkovski, Béla Bartók, Samuel Barber ou Leonard Bernstein.

## Biographie

### Enfance et adolescence
Elle naît le 16 octobre 1956.
Ses deux parents sont musiciens.
Dans une interview, Marin Alsop déclare « Un jour ils étaient à table pour le petit déjeuner, et ils se sont dits — nous devrions former un trio. Faisons un pianiste !, »
À deux ans, elle étudie le piano ; elle dira que « ce n’était pas [s]on instrument » ; à l’âge de cinq ans, ses parents lui donnent un violon. Elle est d’abord récalcitrante. Ses parents l'envoient en colonie de vacances. Elle découvre une colonie de vacances musicale, et s’entraînera chaque jour au violon. « Mais j’y ai pris goût, et j’ai commencé à m’entraîner pour de bon » dira-t-elle. À part un peu de guitare à une autre période, elle ne quittera plus le violon.
À sept ans, elle intègre la Juilliard School of Music.
À neuf ans, elle est réprimandée par le directeur des études pour vouloir « diriger l’orchestre depuis le fond des deuxièmes violons. »[réf. nécessaire]. Il semble qu’elle bouge, sourit, s’amuse en jouant.
Peu après, son père l’emmène à un concert dirigé par Léonard Bernstein, un de ses fameux Young People’s Concerts, dans lesquels le chef explique une œuvre aux jeunes auditeurs. Elle remarque que cet homme bouge, sourit et s’amuse, sans que personne n'y trouve rien à redire. Elle note la force de sa personnalité : « Lorsqu’il se tournait vers nous pour parler de l’œuvre, je croyais qu’il me parlait directement. » Au cours de ce concert, elle dit à son père : « C’est ça que je veux faire ! ».
Lorsque la petite Marin annonce à son professeur de violon qu’elle veut devenir cheffe d’orchestre, il répond : « Impossible, tu es une fille. »
Un matin, Lamar Alsop pose devant elle une boîte en bois. Marin trouve dedans un jeu de baguettes faites à la main par ce père. Elle a toujours cette boîte. Elle utilise toujours les baguettes faites par son père,.
La famille avait une résidence secondaire, dans la partie rurale de l’État de New York ; elle raconte qu’ils vivaient avec une petite cuisine et une seule salle de bains, mais avec une salle de concert capable de recevoir 300 spectateurs. Les Alsop et leurs amis donnaient régulièrement des concerts : « C’était la meilleure formation en musique que j’aurais pu avoir. ».
Marin Alsop découvre le vrai pouvoir expressif de la musique avec le Sextette en si bémol de Johannes Brahms. Elle a 11, 12 ou 14 ans lors de cette découverte, ; elle acquiert l’enregistrement et l'écoutz jusqu’à l’user : « On voyait pratiquement à travers ».
Elle raconte qu’elle se sentait seule, qu'elle ne voulait pas être différente des autres enfants, que le fait d’être violoniste lui donnait le sentiment d’être à part. Marin Alsop reste discrète sur sa vie privée. Elle n'en parle lors d'interviews que depuis qu’elle a un fils. Elle fait parfois des gestes discrets de soutien à la communauté homosexuelle.

### 1972-1979:Yale,Juillard
En 1971, elle est violoniste de rue devant la cathédrale de New York.
À 15 ans, elle entame des études supérieures à Yale, mais sans déclarer une discipline. Elle penche pour les mathématiques. Elle aborde son premier morceau contemporain : les Contrasts de Bartok pour clarinette, violon et piano. Il ne lui plaît pas : « Oh, je ne supporte pas cette musique contemporaine ! ».
À l’âge de 17 ans, elle commence à jouer dans des ensembles menés par des compositeurs : Philip Glass et Steve Reich. Son goût pour le contemporain se développe. Il la mènera à fonder un orchestre consacré au nouveau répertoire et à soutenir des compositeurs vivants durant sa carrière,,,.
En 1976, elle commence à diriger, en invitant des amis chez elle, pour de la pizza, de la bière... et quelques partitions.
Elle retourne à New York pour ses études au Juilliard School. Elle en sort avec une licence (1977) et une maîtrise (1978) en violon. Mais sans formation en direction d’orchestre. Elle essaie plusieurs fois d’entrer dans le programme de direction de Juilliard. Elle prend des leçons privées avec Carl Bamberger) (1979). Elle travaille comme violoniste, y compris dans l’orchestre de ses parents, au New York Philharmonic, New York Chamber Symphony, American Composers Orchestra et, semble-t-il, comme premier violon de l'American Symphony. Elle joue aussi dans des comédies musicales, des musiques de pub et des bandes de films,,,.

### 1981: String Fever
À un moment, découragée dans sa carrière de chef, Marin décide de se convertir en violoniste rock. Sans rien savoir sur le style rock pour le violon. Elle fonde un ensemble de 14 joueuses de cordes (et une percussionniste) pour jouer des partitions de jazz. Le compositeur qui compose leur premier morceau l’entend dire : « On jouait comme si c’était du Mozart. ». Elles travaillent pour acquérir un style plus approprié, et, avec l’aide de plusieurs compositeurs, développent leur répertoire et leur réputation. L’ensemble joue sur des disques de Billy Joel. Elle a toujours du mal à garder des musiciennes dans l’ensemble, et renoncera. Le dernier compte-rendu du New York Times est daté du 31 mai 2001,,,.

### 1984: Concordia
Elle économise 10 000 $ et trouve un mécène, Monsieur Taki. Elle fonde l’orchestre Concordia, qui compte 35 musiciens, au début. Il se présente comme un orchestre mélangeant la musique classique et le jazz.
Le premier compte-rendu d’un concert qu’elle dirige est publié en 1985. Elle en résume le contenu ainsi : « On devrait croire que c’est une personne de talent, mais on ne le croit pas. ». Elle dit avoir passé deux jours alitée,.
Pendant les années 1980, l’ensemble reçoit des critiques diverses. Il montre les prédilections de Marin, pour lesquelles elle se fait féliciter : combinaison d’œuvres classiques et contemporaines, accent sur la musique américaine, concerts d’œuvres oubliées ou inconnues, solistes ou collaborations insolites, présentation de partitions de film (et même de dessin animé !), encouragement de nouveaux compositeurs (et même un concours de composition en 1993).
Cette expérience lui apprend aussi à chercher des financements, à vendre son ensemble, à établir et traiter avec un conseil d’administration, jusqu'à savoir fixer le bon prix des places,,,,,,,.
L’orchestre compte 50 musiciens en 1990. Elle affectionne cet ensemble : « Je veux rester toujours en contact avec un groupe qui m’a enrichie. ». Elle le quitte au tournant du siècle ; il n’y survit pas. Le dernier compte-rendu apparaît dans le New York Times en avril 2002,,,.
Elle étudie la direction d’orchestre avec Harold Farberman (1985).

### 1987: audition ratée
Elle vise le programme de direction d'orchestre de l’école d’été du Boston Symphony Orchestra, connu mondialement sous le nom de Tanglewood. Elle a l’occasion d’auditionner pour le directeur du programme, son idole, Bernstein, pendant que celui-ci travaille avec l’orchestre de Juillard en Schleswig-Holstein. Elle parle peu de cette audition car elle n’a pas été acceptée : « Il est arrivé en retard et de très mauvaise humeur. »
La présence en Allemagne de Bernstein et de l’orchestre intéresse les médias ; dans une émission de télévision, on voit un moment de son audition. Il est disponible actuellement sur le site du Baltimore Symphony Orchestra. Elle ne rate pas son audition. Bernstein ne regarde pas la jeune chef, et l’interrompt au tout début de son morceau, la deuxième symphonie de Beethoven : « Pourquoi est-ce que vous laissez un silence après ce point d’orgue ? » On le voit ensuite diriger derrière elle,,.

### 1988-1989: Tanglewood, Stokowski, postes
Bernstein accueille Marin à Tanglewood en été 1988, à sa cinquième tentative. Elle reçoit le Leonard Bernstein Fellowship, poste prestigieux à Tanglewood, et une mention honorifique qu’elle recevra à nouveau pour l’été 1989, ainsi que le prix Koussevitsky (décerné pour la première fois depuis dix ans). Surexcitée, elle essaie de passer autant de temps que possible avec Bernstein, jusqu’à l’écouter chantonner des chansons des Beatles pendant toute une nuit,,,.
Elle parvient à diriger une œuvre entière pendant cette saison d’été. C’est la 3e symphonie de Roy Harris. Elle découvre qu’elle partage le programme avec Bernstein, et devient « la vedette de la saison » avec ce concert,,.
Leur rapport sont tendus. Un jour, il lui dit : « Je ne comprends pas. Lorsque je ferme les yeux, j’oublie que vous êtes une femme. » Elle aurait répondu : « Eh bien, si ça vous rend plus à l’aise, pourquoi ne pas garder les yeux fermés ? ». Elle juge que Bernstein « était à la fois en avance sur son temps et avec son temps ; il n’était pas à l’aise avec l’idée d’une femme devant un orchestre. »,
En 1988, elle devient chef assistante au Richmond Symphony. Le 18 janvier 1989, elle participe au concours Stokowski, soutenu par l’American Symphony Orchestra. Elle est finaliste mais ne décroche pas le prix. Le critique du New York Times trouve sa direction supérieure : « Les premières mesures de sa symphonie Pathétique étaient celles de la soirée qui ont le plus fait pour nous faire oublier pendant un moment qu’il s’agissait d’un concours : là, il y avait de la musique. » Les musiciens, dans leur sondage, la préfèrent aussi au gagnant. Elle sera membre du jury pour ce concours en 1994,.
En mai 1989, elle débute avec le New World Symphony à Miami, et, en juin, elle dirige l’orchestre du New York City Ballet dans le concerto pour violon de Samuel Barber, avec son père comme soliste (et sur la chorégraphie de Peter Martins),.
En septembre 1989, le Long Island Philharmonic la nomme directrice musicale de l’orchestre à partir de la saison 1990-1991. Elle renouvellera le contrat pour deux années en 1992. Avec cet orchestre, elle commence à parler au public au début du concert à propos des œuvres du programme,.

### 1990-1999: activité débordante
Pendant cette période, elle « passe de quatre concerts par an à peu près cinquante », et doit gérer ces orchestres et les voyages.
Entre septembre 1989 et avril 1990, elle accepte la direction du Eugene Symphony Orchestra dans l’Oregon,et garde Long Island, Concordia, et Richmond.
Le 4 août 1990, elle dirige le New York Philharmonic, à un festival d’été à la ville de Valhalla. À la même époque, elle aurait dirigé aussi le National Symphony, le Los Angeles Philharmonic et le Philadelphia Orchestra, et elle sera la première femme à diriger le Boston Symphony Orchestra,,,.
Elle développe son autre mission : l’éducation. En décembre, elle visite une école primaire qui ne peut plus se payer un professeur de musique pour jouer et diriger d’autres musiciens et les élèves. Il s’agit d’un programme mensuel. Elle fait cette activité dans le cadre de son travail avec Concordia mais l’étend au Long Island Philharmonic,.
En juin 1991, elle enregistre son premier CD, avec Concordia. Elle est directrice musicale du festival d’été de Santa Cruz, le Cabrillo Festival of Contemporary Music, en été 1992. Ce festival gagne chaque année des récompenses pour ses programmes innovateurs.
Marin dirige le Colorado Symphony .Elle est sa première directrice musicale. L’annonce est faite en avril 1993, et elle commence en septembre. Cette même année, elle dirige son premier concert en Europe, au festival de Schleswig-Holstein,.
Elle écrit un essai pour l’Association national des chefs d’orchestre : une longue liste de titres suit son nom.
Elle affronte certaines difficultés : elle refuse d’utiliser le système d’amplification de la salle où le Eugene Symphony se présente ; en 1992-1993, elle mène des négociations difficiles avec les musiciens du Long Island Symphony, principalement, sur leur droit de participer au choix de nouveaux membres de l’orchestre ; elle menace de démissionner. Elle dirige sa dernière saison de concerts avec cet ensemble en 1994-1995 et ses derniers concerts en mai 1996,,,.
En 1993, elle réalise une idée sur laquelle elle travaille depuis longtemps : monter une version gospel du Messie de Haendel. Too Hot to Handel voit sa création mondiale à New York et devient un concert incontournable à la saison de Noël, donné à Denver, à New York et à Baltimore.
En 1994, l'Orchestre symphonique de Saint-Louis la nomme au poste de chef créatif.
Pendant la deuxième moitié de la décennie, elle dirige souvent le Atlanta Symphony pendant qu'il est à la recherche d'un directeur. En 1995, elle dirige le National Orchestral Institute Philharmonic à College Park et le St. Louis Symphony à Saint-Louis,.
En 1998, elle dirige le City of London Symphony à Bruxelles, le Hollywood Bowl Symphony à Los Angeles, le Philadelphia Orchestra à Philadelphie, le Texas Festival Orchestra, l’orchestre du ballet de Hambourg à New York,,.
En 1999, sa réputation grandit en Europe. Elle dirige l’Orchestra of the Age of Enlightenment à Londres, ainsi que des concerts du New York Philharmonic pour le centenaire d’Aaron Copland à New York (c’est la première fois qu’elle dirige cet orchestre pendant la saison régulière),,,,.

### 2000-2010: apothéose
Au tournant du siècle, sa carrière s’ouvre sur le plan international.
En 2000, elle est nommée chef invitée principale au City of London Sinfonia et Royal Scottish National Orchestra, deux postes qu’elle occupera jusqu’en 2003.
En 2001, elle dirige le Vlaams Radio Orchestra à Bruxelles, le National Symphony à Washington (un programme sur « la femme dans la salle de concert »), le London Symphony Orchestra à Daytona Beach, le Minnesota Orchestra à Minneapolis. Elle retourne à Eugene pour présenter un de ses concerts au thème féminin,,,.
Elle quitte le Colorado Symphony mais continue de lui donner six semaines par saison en 2002-2003 et 2003-2004. Elle termine son mandat de directrice officiellement en septembre 2005,.
En juillet 2002, elle fait son premier concert au festival Ravinia, présenté par le Chicago Symphony Orchestra, et, en septembre, après quelques concerts en tant que chef invitée, elle est invitée à commencer son séjour dans le sud-ouest de l'Angleterre, à la tête de l’orchestre « qui voyage le plus de tous les orchestres » (dans sa région), le Bournemouth Symphony Orchestra.
Elle le dirigera six ans ; dès le deuxième concert, elle reçoit les éloges des critiques et « elle a les musiciens dans sa poche. ». Déjà aux Proms de 2003, le critique remarque l’ensemble « alerte et plein de répondant ». Elle crée un festival basé sur la musique de Bartok, enregistre plusieurs de ses œuvres avec cet orchestre. Lorsqu’elle quitte l’ensemble en 2008, le critique du Telegraph parle de l’ épine dorsale qu’elle lui aura donnée. Pendant ce séjour elle dirige aussi l’Orchestra of Birmingham City,,,,,.
En 2003, elle retourne à Eugene, dirige le City of London Sinfonia à Londres, le Minnesota Orchestra à Minneapolis, amène son orchestre de Bournemouth aux fameux « Proms » de Londres. Elle reçoit la récompense Artiste de l’année de la revue Gramophone et la récompense de meilleur chef d’orchestre de la Royal Philharmonic Society. Cette dernière loue « la discipline impressionnante, l’humanité, la sensibilité qui lui permettent de communiquer des idées fraîches et stimulantes avec conviction ». Elle participe au jury de Masterprize, un concours international de composition,.
Son fils Auden naît en septembre, porté par sa partenaire. Cette grande aventure la surprend : « On se dit que, une fois que l’enfant naît, les choses peuvent revenir au normal. C’est là que l’on découvre que rien ne sera plus normal. ». Désormais des réflexions sur la vie de famille et sur le développement de son fils entrent dans ses interviews,, jusqu’alors concentrés sur sa vie professionnelle,,,,,,.
En 2004, elle dirige une version concert de Candide de Bernstein, avec le New York Philharmonic La production reçoit des nominations aux Tony (récompenses pour le théâtre américain). Elle dirige aussi le National Youth Orchestra à Birmingham, le London Symphony Orchestra à Londres, et les orchestres d’Atlanta, Los Angeles, Cincinnati, Minneapolis et St. Louis,,,.

### 2005: un grand tournant
Elle décroche le poste de directrice musicale du Baltimore Symphony Orchestra. Lorsque l’annonce est faite aux musiciens, ils réagissent par un silence total ! Le lendemain, l’information apparaît dans les journaux : les musiciens auraient voté contre elle à 90 % !  Elle hésite : « Je n’ai pas besoin de cette sorte de problème. » Mais elle se ravise : « Qu’est-ce qui arrivera la prochaine fois qu’un orchestre offre un  poste à une femme ? Quel message à envoyer : les choses deviennent difficiles et je me sauve ? » Elle décide de parler aux musiciens. Elle leur parle franchement de leurs problèmes et des solutions qu’elle envisage, et leur offre un temps de réflexion. Elle n’a pas le temps de quitter la salle ; les musiciens la rappellent tout de suite,,.
Ce vote de 90 %, c’était contre le conseil d’administration, pas contre elle. Il y avait un conflit de longue date entre les musiciens et la gestion. Un membre du conseil a attribuer ce résultat à Marin plutôt qu’au conseil. Encore aujourd’hui, on peut lire en ligne : « Cette chef ne doit pas valoir grand-chose puisque 90 % de l’orchestre avait voté contre elle. ». Une conférence de presse s'est tenue le 20 juillet 2005, pour éclaircir le sujet,,.
Elle est nommée artiste de l’année pour les Classical BRIT Awards et reçoit une bourse MacArthur (500 000 $), une récompense qui permet à des artistes et des scientifiques de poursuivre des projets ambitieux. Elle l'utilise pour fonder une bourse d’études de direction d’orchestre pour jeunes femmes, le Taki Concordia Fellowship.
En 2006, elle débute avec les orchestres du Tonhalle et du Concertgebouw, ainsi qu’avec le National Opera à Washington. Elle participe au sommet économique de Davos et inaugure des discussions sur la musique, Marin on Music, à la radio nationale publique américaine.

### 2007:Baltimore Symphony Orchestra
Marin sera cette année la première femme nommée à un orchestre américain majeur : aux États-Unis, 17 orchestres composent le premier échelon, selon leur budget et la longueur de leur saison. Le BSO en fait partie.
« Elle commence ce mariage par un divorce. ». Elle dirige l’orchestre – autant pour le budget (sorti de son déficit dès 2008) que pour la cohésion et le son – et innove en trouvant des programmes stimulants et enrichissants. De nombreuses œuvres sont créées pendant la saison. L’orchestre enregistre à nouveau, notamment les dernières symphonies de Dvořák et un CD de Gershwin, utilisant des harmonisations moins connues, et avec le concours de Jean-Yves Thibaudet.
Dès 2008 elle utilise les derniers dollars de sa bourse MacArthur, pour fonder Orchkids, un programme pour initier les enfants de Baltimore à la musique classique et aux instruments. Aujourd’hui, 60 000 jeunes s’entraînent après l’école, grâce à ce programme,.
En 2007, elle reçoit la récompense European Woman of Achievement.

### Depuis 2007
En 2008, elle reçoit la récompense Theodore Thomas de l’Association Américain des Chefs d’Orchestre et elle est nommée à l’Académie des Arts et Sciences. Et enfin, elle débute en tant que chef d’orchestre au prestigieux Carnegie Hall à New York, à la tête du Baltimore Symphony,.
En 2010, sa partenaire de vingt ans, la corniste Kristin Jurkscheit, et leur fils Auden, déménagent au Maryland pour souder la famille. Elle travaillera avec Baltimore jusqu’en 2015, au moins.
À partir de 2012, elle sera en même temps chef principal de l’Orchestre symphonique de São Paulo, au Brésil, et artiste en résidence à Southbank, avec le London Philharmonic pendant la saison 2011-2012. Elle fêtera son vingtième festival de Cabrillo en août 2011, et le cinquantième festival en 2012,.
En mai 2013, et en mai 2015, elle dirige l'Orchestre national de Belgique pour les six soirées de la finale du Concours musical international Reine-Élisabeth-de-Belgique.
À partir de septembre 2019, pour une période reconductible de trois ans, elle est à la tête de l'orchestre symphonique de la radio de Vienne, première directrice musicale depuis sa création en 1945.
En 2023, elle est nommée directrice artistique et cheffe de l'Orchestre symphonique national de la radio polonaise, à compter de la saison 2023-2024, pour une durée de trois ans.

### Vie privée
Marin Alsop est en couple avec la corniste Kristin Jurkscheit.

## Activités annexes
Elle met son énergie dans de nombreux projets parallèles.
Orchkids, par exemple, est un projet pour former les élèves des écoles primaires à la musique instrumentale, après leur journée d’école. 60 000 élèves y participent, et le programme a reçu des félicitations au niveau national. Elle a elle-même donné 100 000 $ pour l’établissement du programme Orchkids et 50 000 $, deux années de suite, pour sortir son orchestre de la crise économique.
Elle organise des Académie et des répétitions pour les musiciens « rouillés ».
Elle engage des solistes insolites : Shodekeh, percussionniste vocal ; Savion Glover, danseur de claquettes ; Trey Anastasio, chanteur et guitariste du groupe Phish.
Elle fait des causeries avant ou après les concerts, organise une série de concerts-leçons, Off the Cuff.
Elle lance des projets innovants : LIFE, concert multimédia, partition de Philip Glass, images de Frans Lanting ; Icarus at the Edge of Time, concert multimédia, partition de Philip Glass, récit de Brian Greene, film de Al + Al ; chaque été, un festival de musique récompensé pour ses programmes : le Cabrillo Festival of Contemporary Music à Santa Cruz, en Californie.
Elle engage de jeunes talents : Colin Curry, Lukas Vondraček et Sergio Tiempo ; elle s'implique dans le  Concours Reine Elisabeth à Bruxelles, où elle a travaillé avec 12 jeunes pianistes, et dirigé l’Orchestre national de Belgique pour la finale en mai 2010.
Elle fait office de mentor dans son programme de formation de chefs d’orchestre : le Taki Concordia Fellowship. Les lauréates ont été Mei-Ann Chen, directrice musicale du Memphis Symphony ; Jeri Lynne Johnson, directrice musicale du Black Pearl Chamber Orchestra de Philadelphie ; Laura Jackson, directrice musicale du Reno Philharmonic ; Carolyn Kuan, future directice musicale du Hartford Symphony (CT).

## Caractéristiques
- Si vous ne connaissez pas le sujet, laissez ce bandeau (vous pouvez alors contacter les auteurs).
- Si vous supprimez le contenu mis en cause (vous pouvez préalablement contacter les auteurs),

argumentez précisément cette suppression dans la page de discussion
(un manque de référence n'est pas un argument ; une recherche réelle de référence doit avoir été effectuée, être formellement documentée).
Alsop n'est pas une cheffe d'opéra. Elle a pourtant dirigé Nixon in China de John Adams et de Sophie’s Choice de Nicholas Maw. Elle dirige peu de productions d’opéra et, le plus souvent, en version de concert (Mass de Bernstein à Baltimore, juin 2008 et à Londres, juillet 2010 ; La Flûte enchantée à Baltimore en février 2011).

### Discographie
- Discographie chez Naxos